# پسابندر (دشتیاری)
پَسابَندر، روستایی در دهستان سند میرثوبان بخش مرکزی شهرستان دشتیاری در استان سیستان و بلوچستان است.
این روستا جنوبی ترین نقطهٔ ایران و استان سیستان و بلوچستان
از لحاظ مختصات جغرافیایی است.
پسابندر جنوبی ترین نقطه  جغرافیایی ایران است.
پسابندر در ۸۸ کیلومتری جنوب شرقی چابهار و در خلیج گواتر واقع شده‌است. شهر جیوانی، پاکستان که فاصله ۱۸ مایلی با پسابندر دارد در روبروی پسابندر و در آن سوی مرز قرار گرفته‌است. پسابندر دارای مقرهای نظامی اعم از ارتش و بسیج سپاه و همچنین دریابانی ناجا می‌باشد.
این روستا بهترین نقطه ایران برای رصد خورشیدگرفتگی ۱ تیر ۱۳۹۹ در ایران بود.

## جاذبه‌های گردشگری
در نزدیکی پسابندر جزیره‌ای به نام مرجان واقع شده که از زیستگاه‌های شاه‌میگو می‌باشد اهالی پسابندر این جزیره را  
شیطان می‌گویند.
در کنار اسکله صیادی پسابندر صخره ای نیمه مرتفع قرار دارد که به اصطلاح به تمام اسکله اشراف دارد و توسط دهیاری روستا در محوطه بالای صخره محوطه سازی شده و محلی مناسبی شده برای گردشگران برای عکاسی و همچنین لذت بردن از این منظره بی بدیل است.

## مردم
بیشتر مردم پسابندر از نژاد بلوچ و سنی‌مذهب هستند و پیشه بیشتر ایشان ماهیگیری است.

## دیدنی‌ها
- ساختمان گمرک قدیم
- مسجد قدیم روستا به سبک معماری هندی
- بازار حراج ماهی[۳]
- ناحیه صنعتی پسابندر

## جمعیت
بر پایه سرشماری عمومی نفوس و مسکن در سال ۱۳۹۵، جمعیت این روستا برابر با ۱٬۰۹۳ نفر (۲۱۴ خانوار) بوده‌است.